# Аткинсон, Джон Огастес
Джон Огастес (Август) Аткинсон (англ. John Augustus Atkinson; около 1775[…], Лондон — 1830) — английский живописец-акварелист и гравёр.

## Биография
Уроженец Лондона, воспитанник (по другой версии — племянник) гравёра Джеймса Уокера. В 1784 году, в возрасте девяти лет, приехал в Санкт-Петербург вместе с семьёй Уокера, принятого на русскую службу в качестве придворного гравёра. Находясь под покровительством двух монархов, — Екатерины II и затем Павла І, — он писал в российской столице портреты, жанровые и исторические полотна.

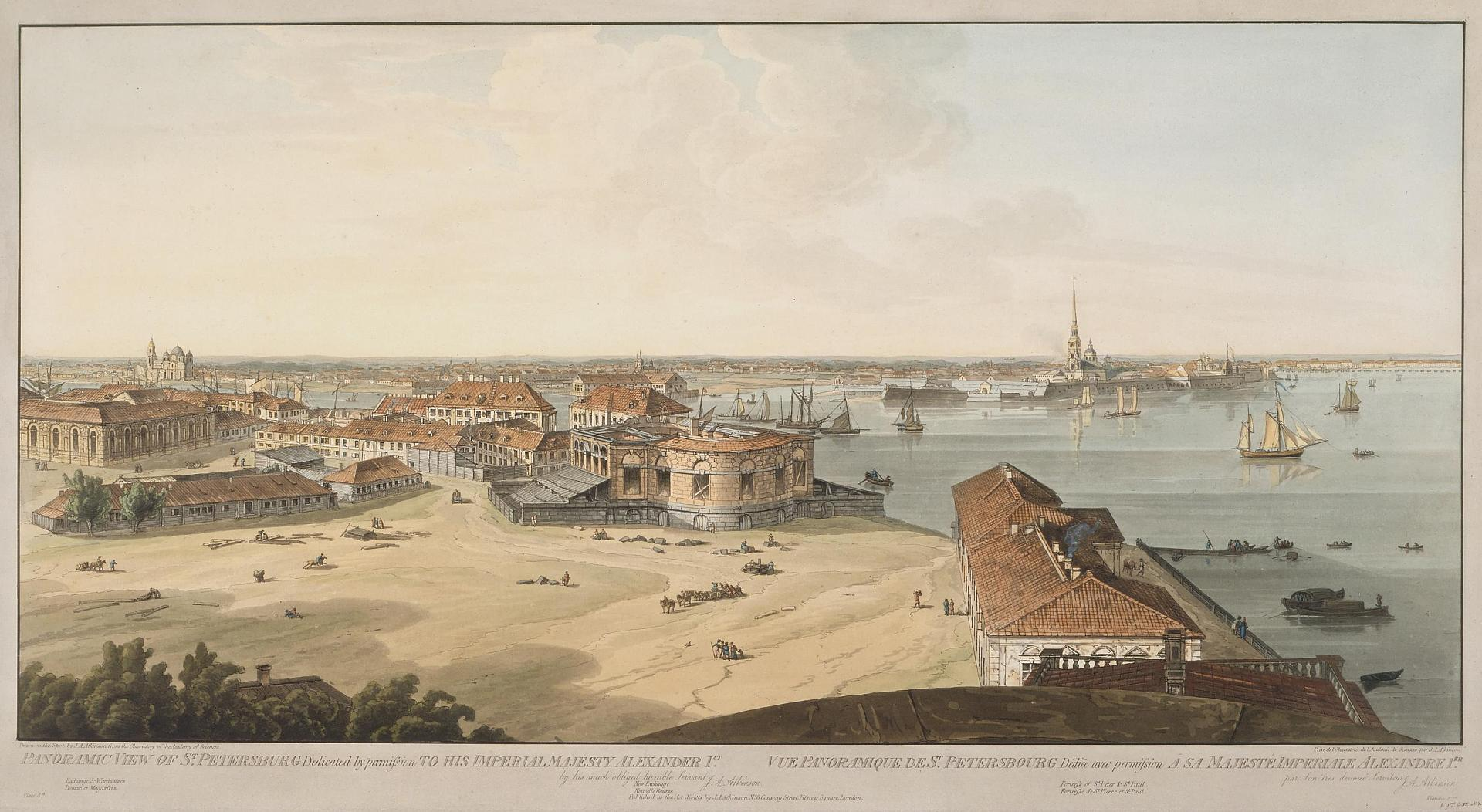
Васильевский остров.
Панорамный рисунок Аткинсона

Аткинсон написал для Павла I две картины: «Крещение Руси» и «Мамаево побоище» (находились в Михайловском замке) и занимался портретными работами. По возвращении в Лондон выставил панорамические виды Санкт-Петербурга, изданные (1805) в его собственных гравюрах и портрет фельдмаршала Александра Суворова. В 1803—1804 гг. издал сто гравюр со своих рисунков с видами русских типов, картинами быта и костюмов, объединённых в три тетради («A picturesque representation of the manners, costums and amusements of the Russians»), довольно подробно изображающий повседневную жизнь в России. Этот труд не раз переиздавался (попадаются отдельные оттиски 1820-х гг.) и служил к популяризации России в Европе.
Позднее Аткинсон издал сборник «Горести человеческой жизни» (1807), «Английские живописные костюмы и типы» (100 гравюр). Во времена наполеоновских войн им было написано немало литографированных военных сцен, в частности «Битва при Ватерлоо». При составлении «костюмно-этнографических» альбомов о России, в частности «Живописного изображения нравов, обычаев и развлечений русских» (1803—1804, 1812), а также «Живописного изображения военных, флотских и прочих костюмов Великобритании» (1807), Аткинсон сотрудничал с Джеймсом Уокером.
Из прочих произведений Д. Аткинсона известны: портреты Павла I верхом на коне (гравёр Уокер), Александра I (гравёр тот же), Д. Сольтау (гравёр сам А.) и Суворова, в виде медали (гравёр Шлейх) и картины «Смерть Моро» (грав сам А., 1813) и «Битва при Ватерлоо» (грав. Бёрнет).
Согласно «Брокгаузу — Ефрону», Аткинсон скончался в 1829 году, однако это год, когда им была выполнена последняя работа.

Некоторые работы
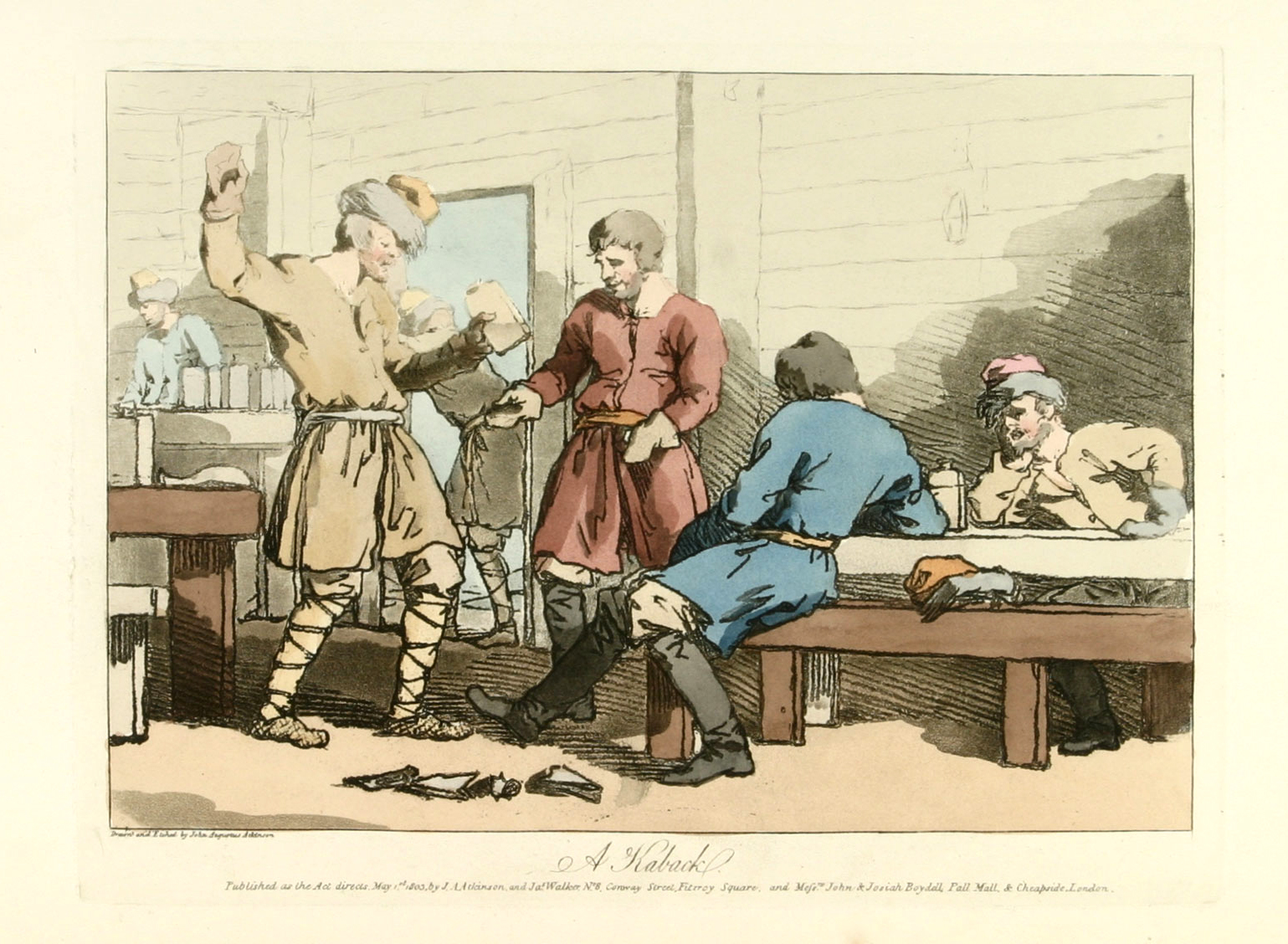
Дж. О. Аткинсон. Кабак. 1804
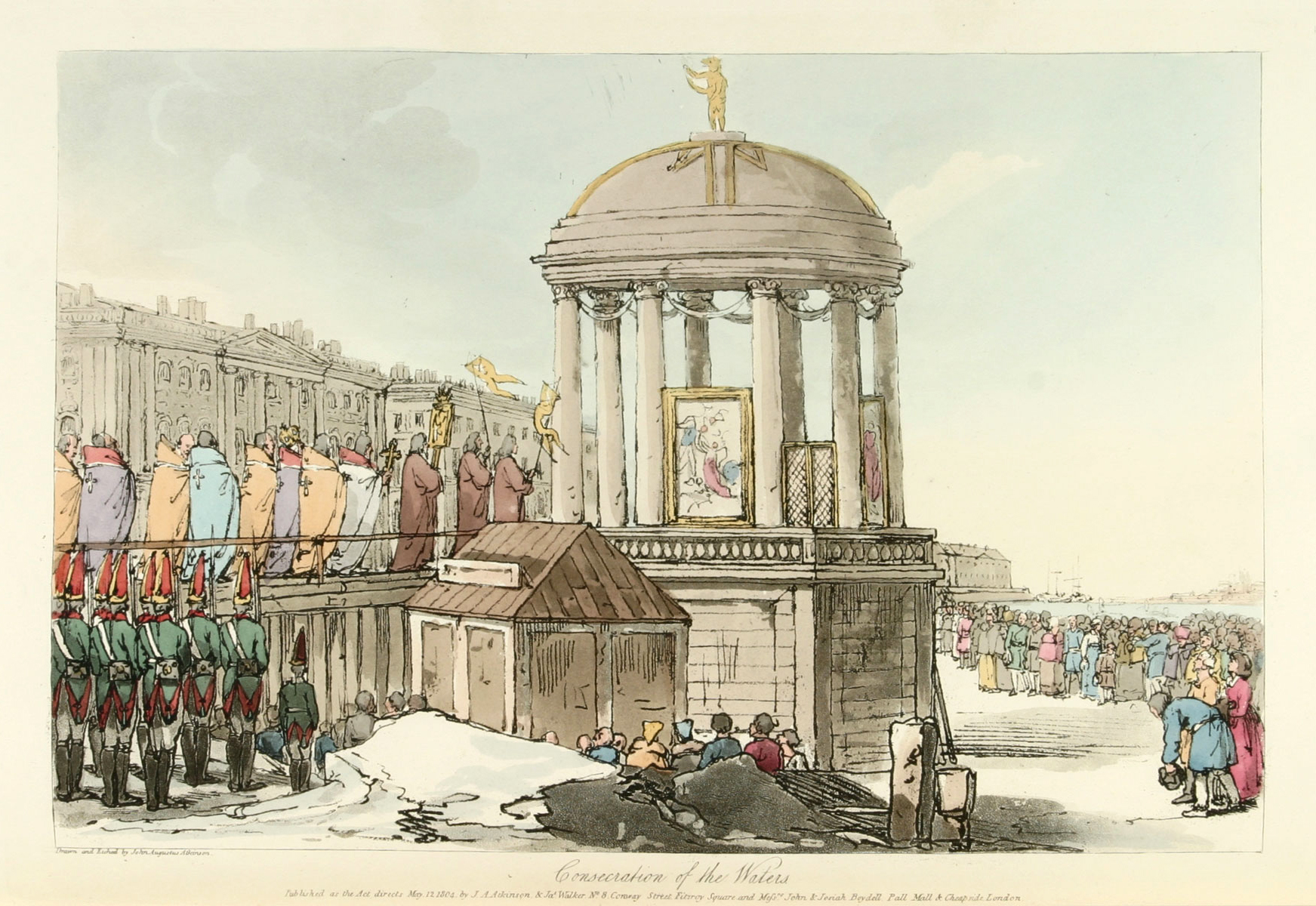
Дж. О. Аткинсон. Иордань на Неве у Зимнего дворца. 1804
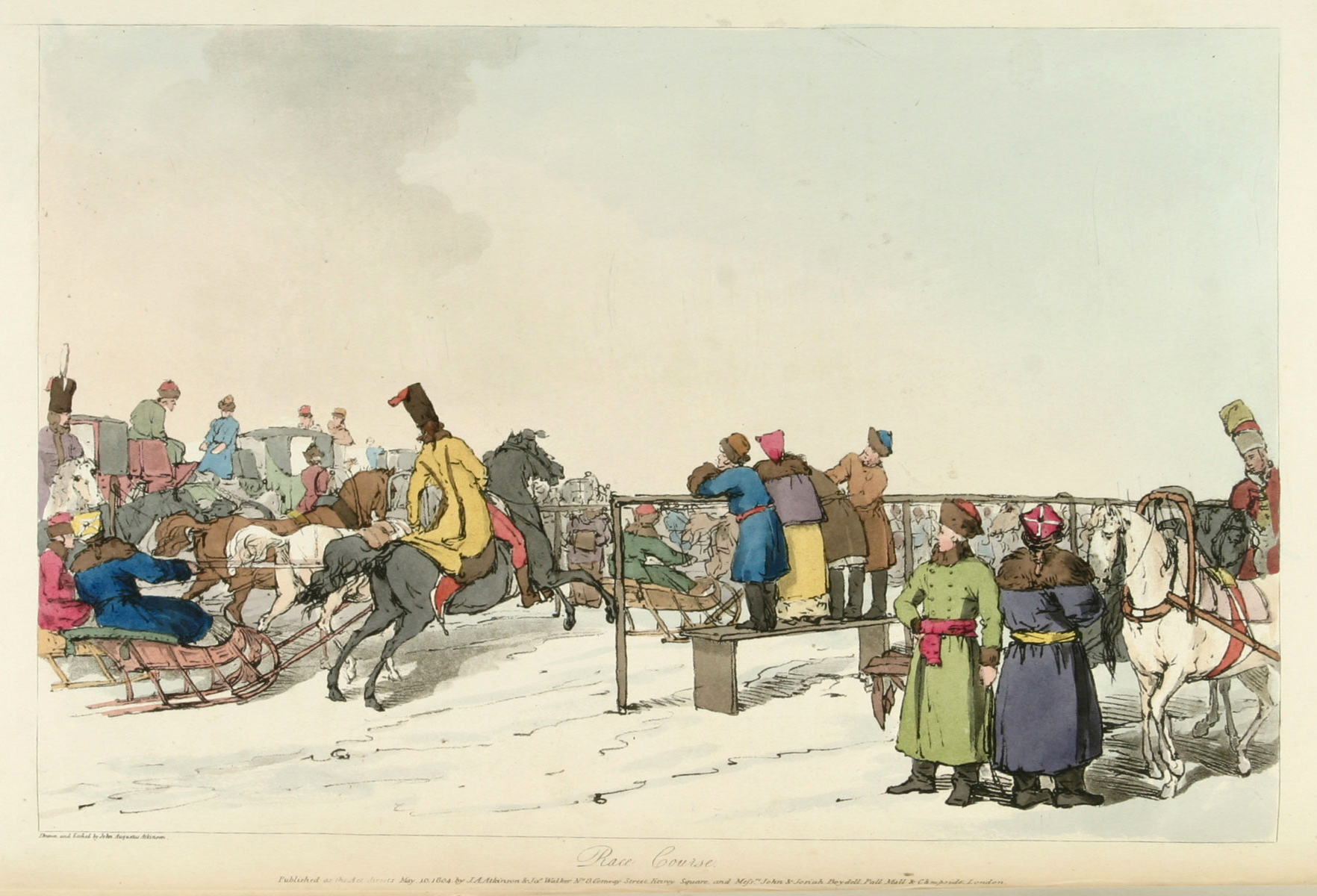
Дж. О. Аткинсон. Конные бега на Неве зимой. 1804